# Máscara de Anubis

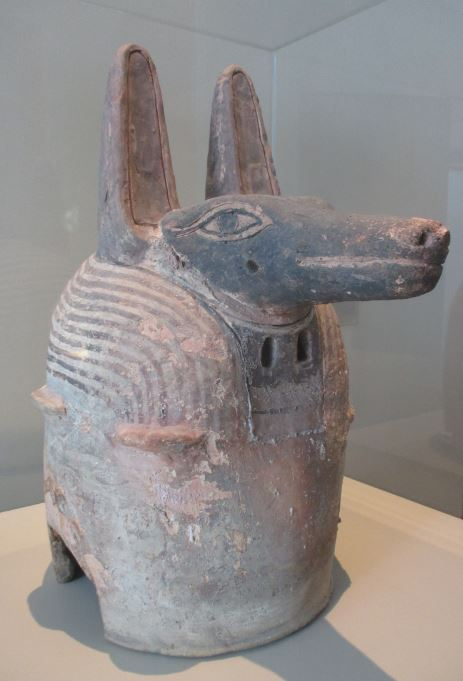
Máscara de Anubis, Museo de Hildesheim.

La máscara de Anubis es de la Baja Época (XXVI a XXX dinastías; siglos VI a IV a. C.) Pertenece a la colección egipcia del Roemer- und Pelizaeus-Museum Hildesheim. Es el único ejemplar completo de este tipo de máscara conservado en el mundo. 

## Origen
La ubicación original de la máscara de Anubis es desconocida. Fue adquirida a finales de 1910 por Wilhelm Pelizaeus, que la envió a Hildesheim a principios del año siguiente. 

## Significado y representación
El dios Anubis, en egipcio Inpu, estaba al lado del dios Osiris como un importante dios funerario en el antiguo Egipto. Durante el ritual de embalsamamiento y el funeral, un sacerdote interpretaba el papel de Anubis. Podía transformarse en el dios usando una máscara. Para Anubis, este fenómeno aparece por primera vez constatado durante el reinado de Tutmosis III - Amenofis II, es decir, en el siglo XV a. C. La máscara muestra la cabeza del dios de la momificación y la muerte Anubis en una forma estilizada, generalmente se le representa en una forma mixta de cuerpo humano y cabeza de chacal. El negro del pelaje del animal aún es claramente reconocible, lo que no corresponde a la coloración natural marrón del animal, sino que este color en el arte egipcio se refiere simbólicamente al área de la muerte, por un lado, y por el otro, indica la existencia en la eternidad. La máscara consta de dos partes. El área del hocico está conformada por sí misma y provista de un pin perforado. Este se inserta a través de un orificio en la máscara y se puede mantener en su lugar mediante un pedazo de madera que se empuja a través del orificio en el pasador. Las dos rendijas de los ojos, que hacían posible que el sacerdote pudiera ver, se pueden apreciar claramente bajo el hocico cánido. Hay recortes para encajar los hombros en ambos lados, de modo que la máscara quede unida de manera razonable al torso. Las líneas pintadas que corren alrededor de la cabeza indican una peluca ritual. Une animal y humano de una manera estéticamente aceptable.

## Tamaño, condición y función.
La máscara está hecha de terracota pintada, tiene 49 cm de alto y un peso de aproximadamente 8 kg. Los colores intensos originales se han desvanecido mucho actualmente. Las pruebas prácticas han demostrado su función clara como "máscara". Sin embargo, el peso y la fragilidad del material hablan en contra del uso práctico y plantean la cuestión de si podría ser un modelo. Como modelo, podría haber servido como plantilla para la producción de las máscaras comunes de material ligero y portátil, hechas de lienzos mojados y moldeados, policromados una vez secos (cartonaje, papel maché). Eran utilizadas por sacerdotes y sacerdotisas durante rituales y ceremonias cuando debían representar a los dioses implicados, si el dios o diosa era mixto, con cuerpo humano y cabeza animal (así además de Anubis, Horus y Sokaris tenían cabeza de halcón, Ra de águila, Sejmet de leona, etc, etc)